# Earth Moving
Earth Moving – dwunasty, studyjny album Mike’a Oldfielda wydany w roku 1989. Do 2014 roku, w którym Oldfield wydał płytę Man on the Rocks, był to jedyny album tego artysty zawierający tylko krótkie piosenki w stylu pop. Dwa ostatnie utwory, choć niezależne, technicznie są jednym utworem.

## Lista utworów
Album zawiera utwory:
1. Holy – 4:37
2. Hostage – 4:09
3. Far Country – 4:25
4. Innocent – 3:30
5. Runaway Son – 4:05
6. See the Light – 3:59
7. Earth Moving – 4:03
8. Blue Night – 3:47
9. Nothing But/Bridge to Paradise – 8:40